# Hege Peikli
Hege Peikli (* 23. April 1957 in Oslo) ist eine ehemalige norwegische Skilangläuferin.
Peikli, die für den Lambertseter IL startete, gewann bei den Junioreneuropameisterschaften 1975 in Lieto die Bronzemedaille und bei den Junioreneuropameisterschaften 1976 in Liberec die Silbermedaille mit der Staffel. Bei ihrer einzigen Olympiateilnahme im Februar 1980 in Lake Placid lief sie auf den 37. Platz über 10 km. Im selben Jahr siegte sie bei den Svenska Skidspelen in Falun im Lauf über 5 km.  Bei norwegischen Meisterschaften wurde sie in den Jahren 1977 und 1978 jeweils Zweite mit der Staffel.